# Premio Mesonero Romanos

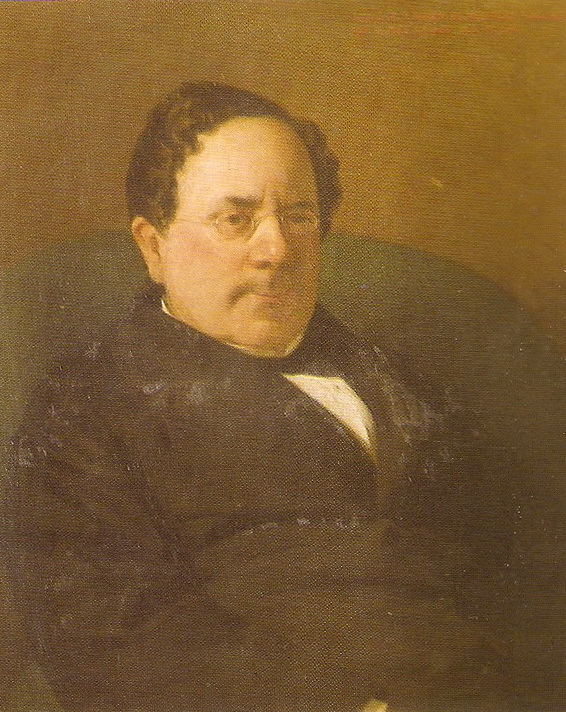
Ramón de Mesonero Romanos, cronista que da nombre al premio, en un retrato del siglo

El Mesonero Romanos es un premio que entrega cada año el Ayuntamiento de Madrid para reconocer la trayectoria de periodistas que desempeñan su labor en la ciudad. Reconoce, generalmente, series de piezas periodísticas que han plasmado la vida de la capital. Forma parte de los premios Villa de Madrid, que, con diversos galardones, abarcan varias disciplinas. El nombre honra a Ramón de Mesonero Romanos, autor de estudios históricos y artículos de costumbres sobre la ciudad que le hicieron acreedor del título de cronista oficial y mayor.

## Premiados
Estos son algunos de los periodistas que han sido condecorados con el galardón:
- 1985: Pedro Montoliú[1]
- 1987: Carlos Fresneda[4][5]
- 2003: Francisco Umbral[6]
- 2006: Mayte Alcaraz[7]
- 2007: Rafael Martínez Simancas[8]
- 2008: Rodolfo Serrano[9]
- 2011: Patricia Gosálvez[10]